# Artists Equity
Artists Equity est une société américaine de production de films. Elle est fondée en 2022 par Ben Affleck et Matt Damon. Elle succède à Pearl Street Films, fondée par les deux acteurs-producteurs en 2012.

## Historique

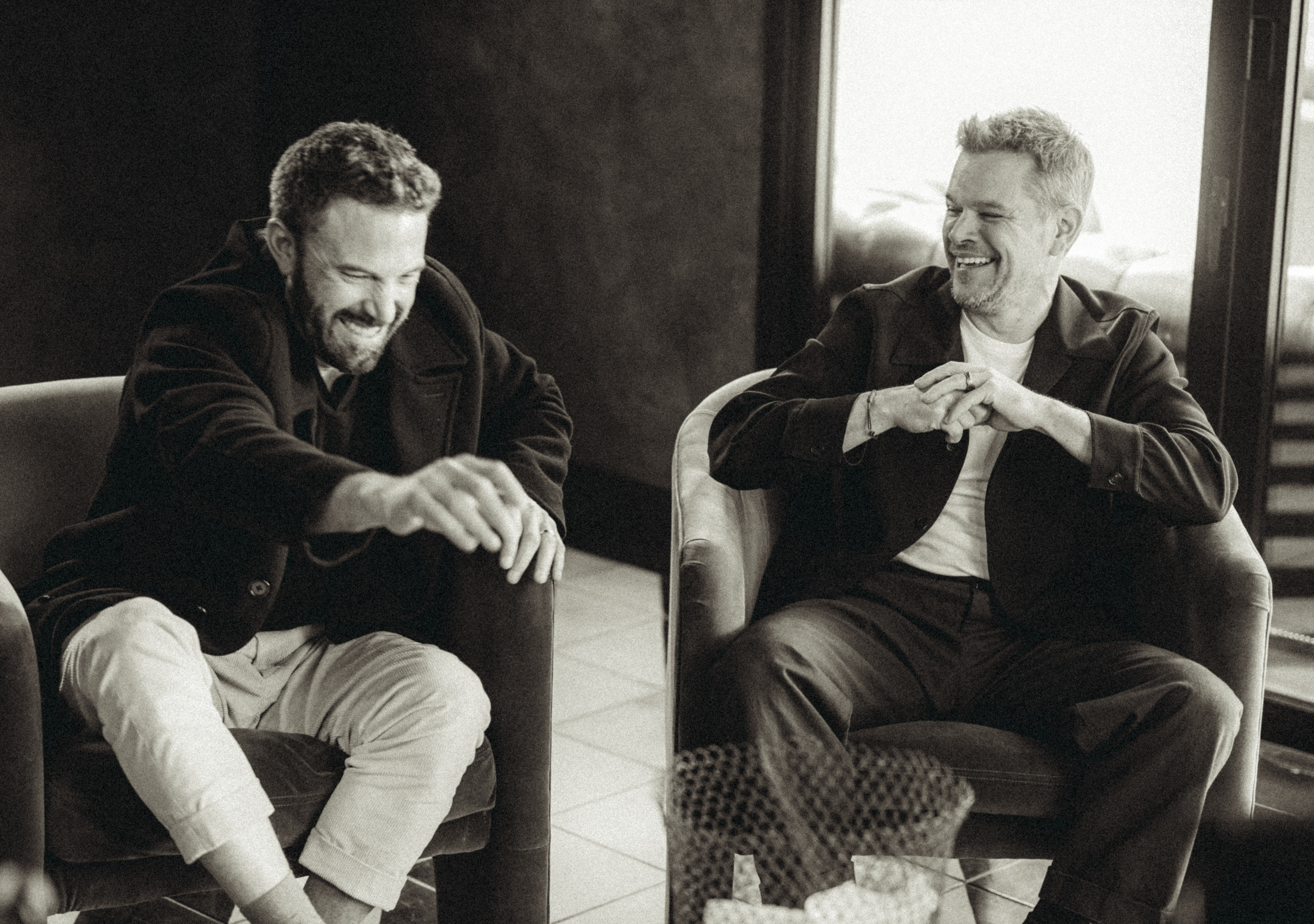
Ben Affleck (à gauche) et Matt Damon (à droite), en 2023

En juin 2022, il est annoncé que les acteurs-producteurs Ben Affleck et Matt Damon vont lancer une nouvelle entreprise de production avec l'aide de l'investisseur Gerry Cardinale (en) via sa firme RedBird Capital Partners. En novembre 2022, la société est officiellement créée par Ben Affleck et Matt Damon.
La direction de la société est composée de Ben Affleck en tant que directeur général, cofondateur et associé, Matt Damon en tant que directeur de la création (chief creative officer (en)), cofondateur et associé, Cardinale en tant qu'associé, Luciana Bozán Damon (épouse de Matt Damon) comme partenaire et Dillon West en tant que directeur de l'exploitation. La société est basée dans le comté de Los Angeles en Californie.
En 2023, sort le premier film produit. Il s'agit de Air, réalisé par Ben Affleck. Ce dernier y incarne par ailleurs Philip Knight, alors que Matt Damon tient le rôle de Sonny Vaccaro,. Le long métrage revient sur le sponsoring de Michael Jordan par Nike qui engendrera la création de la marque Air Jordan. Le film récolte 90 millions de dollars au box-office, et reçoit des critiques globalement positives. Il est nommé à deux Golden Globes : meilleur film musical ou comédie et meilleur acteur dans un film musical ou une comédie pour Matt Damon.
Toujours en 2023, la société produit le documentaire Kiss the Future de Nenad Cicin-Sain. Celui-ci revient sur la scène musicale underground à Sarajevo durant la guerre de Bosnie-Herzégovine et le siège de Sarajevo ainsi que le concert de U2 à Sarajevo le 23 septembre 1997 durant le PopMart Tour. Le documentaire est présenté à la Berlinale 2023 en février, avant sa diffusion dans les cinémas d'AMC.
En 2024, Artists Equity produit un autre documentaire, The Greatest Love Story Never Told. Celui-ci revient sur la création de l'album This Is Me... Now de Jennifer Lopez, alors compagne de Ben Affleck. Ils produisent également le drame historique Tu ne mentiras point (2024) avec Cillian Murphy. La même année sort la comédie The Instigators de Doug Liman, diffusée sur Apple TV+, avec Matt Damon et Casey Affleck, petit frère de Ben.  La société produit également le drame biographique Inarrêtable de William Goldenberg, sur la vie du lutteur Anthony Robles (en).
Artists Equity produit par ailleurs le film musical Kiss of the Spider Woman de Bill Condon, adaptation de la comédie musicale du même nom, elle-même basée sur le roman Le Baiser de la femme araignée de Manuel Puig. Jennifer Lopez tient le rôle principal. Il est présenté au festival du film de Sundance 2025. Toujours en 2025 sort le thriller d'action Mr. Wolff 2 de Gavin O'Connor, dans lequel Ben Affleck reprend son personnage de Christian Wolff, apparu dans le film de 2016.

## Filmographie
Sauf indication contraire, les informations mentionnées dans cette section peuvent être confirmées par la base de données cinématographiques IMDb,  présente dans la section « Liens externes ».
- 2023 : Air de Ben Affleck
- 2023 : Kiss the Future de Nenad Cicin-Sain
- 2024 : The Greatest Love Story Never Told (documentaire) de Jason Bergh
- 2024 : Tu ne mentiras point (Small Things Like These) de Tim Mielants
- 2024 : The Instigators de Doug Liman
- 2024 : Inarrêtable (Unstoppable) de William Goldenberg
- 2025 : Kiss of the Spider Woman de Bill Condon
- 2025 : The Python Hunt (documentaire) de Xander Robin
- 2025 : Mr. Wolff 2 (The Accountant 2) de Gavin O'Connor
- 2025 : RIP de Joe Carnahan
- prochainement : Animals de Ben Affleck